# 페르난두 코투
페르난두 마누엘 실바 코투(포르투갈어: Fernando Manuel Silva Couto, 1969년 8월 2일 ~ )는 포르투갈의 은퇴한 축구 선수이자 지도자이다. 현역 시절 포지션은 수비수였다.
21년 간 선수 생활을 하면서 포르투갈, 이탈리아, 스페인의 정상급 클럽에서 활약하며 UEFA가 주관하는 3개 주요 대회에서 모두 우승을 차지하였다.

## 축구인 경력

### 클럽 경력
17세의 나이에 포르투의 유소년 팀에 입단하였으며 얼마 지나지 않아 1군에 콜업되어 1998년 6월 2일 프로 데뷔전을 치렀다. 시즌 종료 후 팀을 떠나 파말리상과 아카데미카를 거쳐 2년 만에 다시 포르투로 복귀하였다.
1994년 이탈리아의 파르마로 이적하였으며, 파르마에서의 첫 해 리그에서 27경기 출전 4골, UEFA컵에서 8경기 출전 1골을 기록하며 팀이 리그 3위와 UEFA컵 우승을 차지하는데 기여하였다.
1996년 여름 보비 롭슨 감독을 따라 팀 동료 비토르 바이아와 함께 바르셀로나로 이적하였다. 루이 판 할 감독 아래에서 치른 1998-99 시즌엔 마지막 UEFA 컵위너스컵 대회에서 우승을 차지하는데 공헌하였으나 출전 기회가 줄어들었고 라치오로 이적하였다.
2001년 5월 도핑 테스트에서 스테로이드 종류인 난드롤론을 복용한 것이 적발되어 9개월 출전 정지 처분을 받았으며 4개월 후 징계에서 풀려났고 다시 라치오의 주전 수비수로 복귀하였다.
2005년 연봉 문제로 라치오와 재계약이 불발되어 36세의 나이로 친정팀 파르마로 복귀하였고 2007-08 시즌을 끝으로 은퇴하였다.

### 국가대표 경력
1989년 세계 청소년 축구 선수권 대회에서 당시 '황금 세대'로 불리던 포르투갈 청소년 대표팀 소속으로 출전하여 우승을 차지하였다. 1년 후인 1990년 12월엔 성인 대표팀의 부름을 받고 미국과의 경기에서 A매치 데뷔전을 치렀다.
1996년 유로 1996에 출전하여 터키를 상대로 골을 기록하기도 하였으나 팀은 8강에서 탈락하였다. 이후 유로 2000, 2002 FIFA 월드컵에 출전하였다.
2003년 10월 11일 알바니아와의 친선 경기에 출전하며 포르투갈 축구 역사상 처음으로 A매치 100경기에 출전한 선수가 되었다.
2004년 유로 2004에 팀의 주장으로서 참가한 코투는 첫 경기에선 선발 출전 하였으나 2번째 경기부터는 서브로 밀려났다. 팀은 결승전까지 진출하였으나 그리스에 패하며 이변의 희생양이 되었다.

## 같이 보기
- A매치 100경기 이상 출전한 축구 선수 명단